# Санланд Парк (Њу Мексико)
Санланд Парк (енгл. Sunland Park) град је у америчкој савезној држави Њу Мексико.

## Демографија
По попису из 2010. године број становника је 14.106, што је 797 (6,0%) становника више него 2000. године.
| Група             | 2000.          | 2010.          |
| Белци             | 381 (2,9%)     | 578 (4,1%)     |
| Афроамериканци    | 71 (0,5%)      | 86 (0,6%)      |
| Азијати           | 9 (0,1%)       | 22 (0,2%)      |
| Хиспаноамериканци | 12.835 (96,4%) | 13.434 (95,2%) |
| Укупно            | 13.309         | 14.106         |